# Reinout Willem van Bemmelen

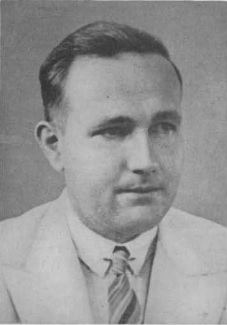
Reinout Willem van Bemmelen (1938 lub wcześniej)

Reinout Willem van Bemmelen (ur. 14 kwietnia 1904 w Dżakarcie, zm. 1984) – holenderski geofizyk.

## Życiorys
Był synem Willema, dyrektora Obserwatorium Magnetycznego, Meteorologicznego i Sejsmologicznego. Kształcił się w Haarlemie, 1927-1946 był pracownikiem państwowej służby geologicznej w Indonezji, później profesorem Instytutu Geologicznego uniwersytetu w Utrechcie. Pisał prace dotyczące głównie budowy i ruchów skorupy ziemskiej, badał m.in. łuki wysp i ich rolę w rozwoju skorupy, był autorem teorii geotektonicznej nazwanej teorią undacji. Jego główne publikacje to Mountain Building (1954) i Geodynamic Models (1972).